# Wiper (Schadsoftware)
Ein Wiper ist eine destruktive Schadsoftware, die ähnlich wie ein Eraser funktioniert. Die Malware ist dazu gedacht, auf dem infizierten Computer die Festplatte (oder Teile davon) zu löschen. Wiper kamen erstmals im April 2012 auf, als das iranische Khang-Island-Ölterminal attackiert wurde. Es wird diskutiert, ob die Narilam-Malware bereits einen Wiper enthielt.
Nach dem iranischen Angriff wurden in der Golfregion auch die saudische Aramco und die katarische RasGas Opfer von Wiper-Software. Zeitgleich mit dem russischen Überfall auf die Ukraine im Jahr 2022 kam es zu einem Angriff mit einer Wiper-Malware auf tausende Verbindungsterminals des Satelliteninternetanbieters Viasat. Betroffen waren auch die Fernsteuerung und -wartung von 5.800 Windkraftanlagen des deutschen Herstellers Enercon.
Wiper zielen auf Dateien, Backups oder die Bootsektoren des Betriebssystems. Dabei ist das Löschen der Dateien von der Zeit her am aufwändigsten. Um die Zeit zu verkürzen, löschen Wiper nicht alles auf der Festplatte, sondern löschen in Intervallen. Dabei werden Dateien eher zufällig gelöscht oder beschädigt. Der Angriff attackiert am Schluss noch Wiederherstellungssoftware, um das schnelle Wiederherstellen der Dateien zu verhindern.